# Instituto Colonial Internacional
O Instituto Colonial Internacional (1894-1982), inicialmente designado Institut Colonial International, depois Institut International des Sciences Politiques et Sociales Appliquées aux Pays de Civilisations Différentes (1948-1951) e finalmente Institut International des Civilisations Différentes (INCIDI) (1951 à extinção em 1982), foi uma associação internacional, com sede em Bruxelas, devotada ao estudos de temáticas relacionadas com o colonialismo europeu.